# Koninklijke Beerschot Antwerpen Club Dames
Pour les articles homonymes, voir Beerschot.
Le Koninklijke Beerschot Antwerpen Club Dames parfois abrégé Beerschot AC Dames est un club belge de football féminin situé à Anvers dans la Province d'Anvers. C'était la section féminine du Beerschot AC

## Histoire
Le Beerschot AC Dames, créé en 2012 pour participer à la BeNe Ligue, n'a disputé qu'une seule saison dans la compétition belgo-néerlandaise. Le club a terminé 4e de la BeNe Ligue Rouge puis 8e et dernier de la BeNe Ligue A. 
À la suite de la faillite du Beerschot AC, l'équipe féminine a été dissoute.

## Saison par saison
| Saison    | Div.       | Class. | Pts | Joués | V | N | D  | BP | BC | Coupe de Belgique |
| 2012-2013 | BNL Rouge¹ | 4e     | 21  | 14    | 6 | 3 | 5  | 21 | 17 |                   |
|           | BNL A²     | 8e     | 2   | 14    | 0 | 2 | 12 | 8  | 45 | 1/4 finale        |